# Zamie otrubnatá
Zamie otrubnatá je druh cykasu z čeledi zamiovité, známý též pod názvem keják otrubnatý či zamie plevinatá. Pochází z jihovýchodu mexického státu Veracruz na východě země. Tato rostlina je jedním ze dvou druhů cykasů běžně dostupných v českých květinářstvích. Byl také jedním z prvních česky pojmenovaných cykasů.

## Popis
Mezi cykasy se tento druh řadí k menším a zvenku se jeví spíše jako keř. Rostlina má krátký a občas podzemní kmen do šířky kolem 20 cm, poznamenaný jizvami po starých listech. Zamie mohou vyrůstat v trsech s několika kmeny. Rostlina včetně listů obvykle dorůstá výšky kolem 1,3 m a šířky kolem 2 m.

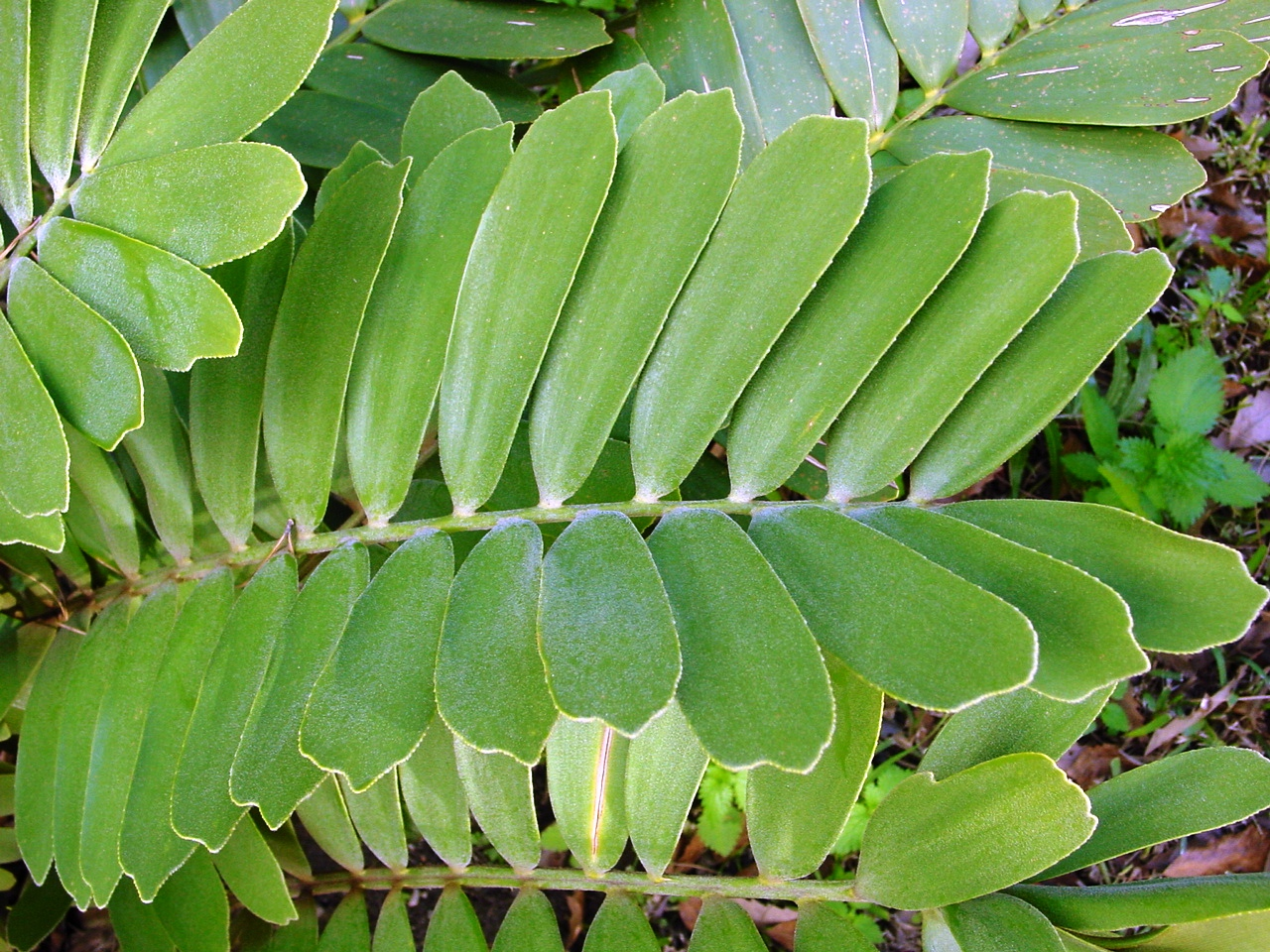
Drsné „kartonové“ lístky na listech zamie

Listy vyrůstají ze středu kmene, každý je 50–150 cm dlouhý a nese 6–12 párů velmi pevných a drsných lístků. Z těchto jejich vlastností vychází i anglický název „kartonová palma“. Lístky jsou 8–20 cm dlouhé a 3–5 cm široké. Mohou se značně lišit tvarem u rostlin z různých míst.
Kejáky jsou jako všechny cykasy dvoudomé. Mají tedy odlišné samčí a samičí rostliny a šištice a mohou vytvářet i několik šišek na jednom kmenu. Protože šištice vytváří i relativně mladé rostliny, je možné poměrně rychle rozeznat, jestli je majitelem zakoupená zamie samec či samice. To není bez šištic možné, protože pohlavní chromozomy naprosté většiny cykasů zatím nebyly popsány.
Semena jsou podlouhlá, jasně červená. Opylení zajišťuje mexický nosatcovitý brouk druhu Rhopalotria mollis. V domácnostech a sklenících se tedy semena vytvářejí pouze po umělém opylení.

## Klima a rozšíření

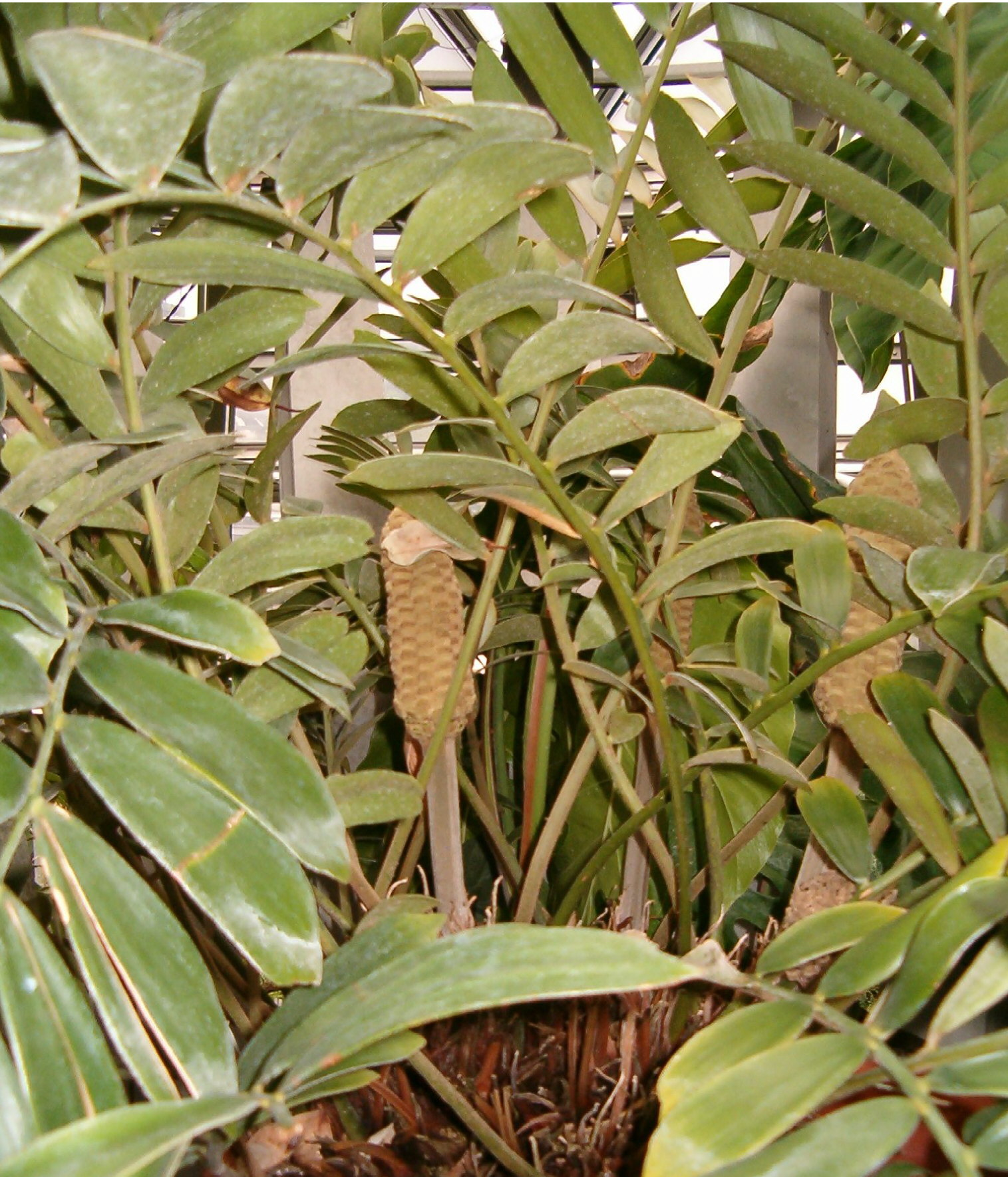
Šištice Zamia furfuracea na stoncích naznačují, proč autor českého popisu odvodil název rodový název „keják“ od slova kyj

Zamie otrubnatá roste v Mexiku na přímém slunci, obvykle na vápencových útesech v pobřežních oblastech státu Veracruz. Často roste na skalách, kam na ni dosáhne slaná mlha z moře. Na útesech může vytvořit převislý kmen. Roste i na písečných dunách, kde vytváří menší, těsnější a šedší lístky. Půda je písčitá nebo vápnitá s příměsí zlomků škeblí atp.).

## Pěstování
Tato rostlina je v poslední době dostupná i v maloobchodním prodeji v Česku. Spolu s cykasem japonským (Cycas revoluta) se tak řadí k výjimkám mezi vzácnými cykasy, které jsou jinak pro běžného zájemce v ČR obtížněji dostupné.
Péče o ní je poměrně jednoduchá a lze se u ní dočkat vyrašení středové šištice relativně brzo i v domácích podmínkách, na rozdíl od stromových cykasů jako je cykas japonský. Zamlada roste velmi pomalu, ale růst se zrychluje po dosažení zralosti kmene.
Ideální podmínky pro tento cykas jsou: jasné přímé světlo a písčitá, dobře prodyšná a nepříliš bohatá půda. Je tedy možno využít například směsi pro kaktusy. Lze použít i půdu z okolí bydliště, promíchanou s hrubým pískem, drobnými kaménky, nebo nejlépe pemzou či perlitem. Rostlina však nepotřebuje k životu a pěknému vzhledu ideální světelné podmínky. Jedná se o velmi odolný druh, který si zvykne na různé zacházení. V případě, že rostlinu hodláte umístit na plné slunce po přezimování v bytě, je nutné jí dopřát navykací období – nejlépe několik týdnů v polostínu, jinak může dojít ke spálení listů, podobně jako u jiných pokojových rostlin.
Situace, kdy je třeba jí věnovat zvláštní pozornost ovšem nastane při rašení nových listů. Nově vyrůstající listy jsou měkké a zpevňují se až postupně. Během tohoto procesu vyžadují maximum světla, jinak se u nich podobně jako u jiných cykasů vytvoří velmi protáhlé a nekvalitní listy s nepěkně dlouhými řapíky. Na dobu růstu listů až do jejich zatvrdnutí je tedy třeba je přemístit na nejsvětlejší dostupné místo s pokud možno přímým světlem, které by mělo dopadat pravidelně ze všech stran – nejlépe tedy alespoň přes den venku na teplém místě. Umístění v bytě či přímo na okně není ideální, protože nové listy se nakloní směrem k oknu. Nouzovým řešením je proto pravidelné otáčení rostliny (1× za den). Po zatvrdnutí mladých listů se již jejich vzhled nezmění. Pokud nově vzniklé listy majiteli svým vzhledem nevyhovují, jediné co zbývá je jejich odstřihnutí. Je nicméně třeba počítat s tím, že další mohou (a nemusí) vyrašit až za rok.
Zamia furfuracea je schopna přežít krátkodobé poklesy teplot až na −9 °C, při teplotě kolem −2 °C však u nich dochází k poškození listů. Podobně jako ostatní cykasy nesnášejí přemokření, obzvláště chlad a mokro současně. Rostliny nemají rády stín, nedostatek proudění vzduchu a příliš mokré listy. Nevyhovuje jí proto zvlhčování listů mlžením. Je odolná proti zasolené půdě.
Po přesazení rostlině často opadají listy. Listy sice později dorostou, ale může se jednat o delší dobu trvající proces.

## Jedovatost
Jako všechny cykasy a řada dalších pokojových rostlin je i Zamia furfuracea jedovatá. Otrava cykasy může způsobit selhání ledvin a jater, ve větším množství i ochrnutí a další problémy. Nejjedovatější částí rostliny je vnitřek semen po „vypeckování“ (nikoliv jejich červený obal). V USA je udáván případ, kdy po přežvýkání semen zemřel pes Vytvoření semen v běžných bytových podmínkách je bez umělého opylení nemožné.

## Ochrana
Zamie otrubnatá je podle Červeného listu IUCN řazen mezi zranitelné druhy. Zároveň je zařazen na seznam ohrožených druhů CITES II. Obchod s rostlinami pocházejícími z přírody je tedy kontrolován, semena tomuto režimu nepodléhají.
V zemi původu je tato rostlina chráněna a je zařazena do mexické kategorie "A" ohrožených rostlin (amenazadas).

## Etymologie

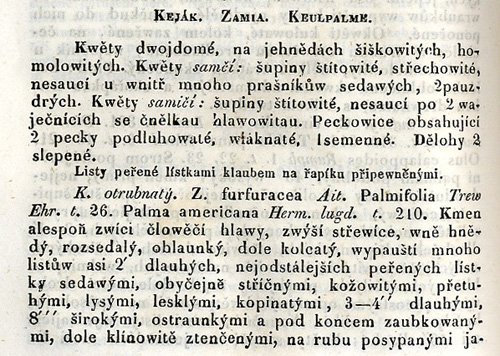
Wšeobecný rostlinopis J. S. Presla z roku 1842 stanovil český název „keják otrubnatý“

Původním českým názvem je Preslův „keják otrubnatý“, který je do jisté míry překladem vědeckého názvu. Synonymický název „zamie plevinatá“ je používán Botanickou zahradou Liberec.
Vědecký název Zamia furfuracea: Rodový název Zamia je odvozen z řeckého slova „azaniae“ označujícího šišku borovice. Druhový název furfuracea označuje otruby případně plevy.
Rostlinu je nutné odlišit od další běžně prodávané rostliny podobného jména – kulkas zamiolistý (Zamioculcas zamiifolia), která má oproti drsnolisté zamii voskové a lesklé listy a chybí ji středový kmínek. Jak již název napovídá, má podobný tvar zpeřených listů. Jedná se nicméně o zcela odlišnou rostlinu, která není cykasem. Pochází z Madagaskaru a patří mezi árónovité (Araceae).

## Seznam druhů
- Seznam všech druhů cykasů včetně zamií je pravidelně vydáván ve Světovém seznamu cykasů.[7]